# (34931) 6621 P-L
6621 P-L (asteroide 34931) é um asteroide da cintura principal. Possui uma excentricidade de 0.15793160 e uma inclinação de 12.59508º.
Este asteroide foi descoberto no dia 24 de setembro de 1960 por Cornelis Johannes van Houten e Ingrid van Houten-Groeneveld e Tom Gehrels em Palomar.